# På klippan Guds församling står
På klippan Guds församling står är en psalm med text och musik av Charles Price Jones. Texten översattes till svenska 1922 av Otto Witt. Den bearbetades 1960 av Daniel Hallberg och 1987. Texten är hämtad ur Matteusevangeliet 16:18.

## Publicerad i
- Segertoner 1988 som nr 390 under rubriken "Den kristna gemenskapen - Församlingen".[1]